# اولاد احریز ساحل
اولاد احریز ساحل (به فرانسوی: Oulad H'Riz Sahel) یک منطقهٔ مسکونی در مراکش است که در کازابلانکا سطات واقع شده‌است. اولاد احریز ساحل ۳۸٬۱۵۶ نفر جمعیت دارد.